# Patrizio Bianchi

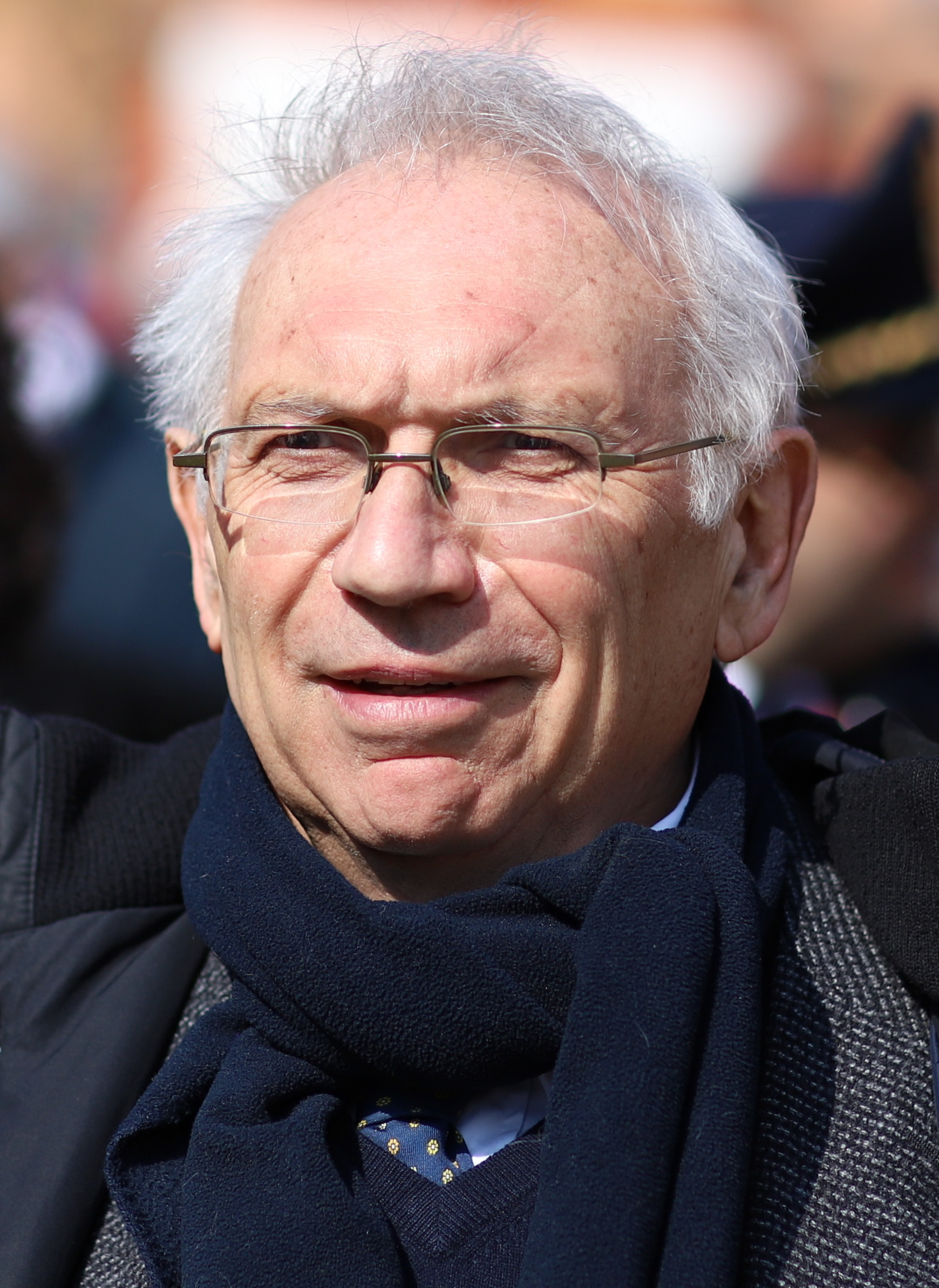
Patrizio Bianchi (2018)

Patrizio Bianchi (* 28. Mai 1952 in Copparo) ist ein italienischer Ökonom und Universitätsprofessor. Er war von Februar 2021 bis Oktober 2022 Minister für Unterricht im Kabinett Draghi.

## Werdegang
Nach dem Abschluss eines Studiums der Wirtschafts- und Politikwissenschaften an der Universität Bologna (unter anderem bei Romano Prodi) folgte ein postgraduales Studium an der London School of Economics und eine Tätigkeit bei der British Price Commission. Im Jahr 1980 wurde er wissenschaftlicher Mitarbeiter an der Universität Trient. Zwei Jahre danach kehrte er an die Universität Bologna zurück, wo er 1986 außerordentlicher Professor und, nach einer Station an der Universität Udine, 1994 Ordinarius für Wirtschaftspolitik wurde. 1997 folgte er einem Ruf der Universität Ferrara, deren Leitung von 2004 bis 2010 innehatte. Als Gastprofessor war er an etlichen außeritalienischen Hochschulen tätig, unter anderem an der University of Oxford, an der Stanford University, an der University of California, Berkeley, und auch am Massachusetts Institute of Technology.
In der Emilia-Romagna war Bianchi unter den Regionalpräsidenten Vasco Errani und Stefano Bonaccini ab 2010 Regionalminister für Bildung und ab 2014 auch für europäische und internationale Angelegenheiten in Mitte-Links-Kabinetten. Ab 2020 leitete er im italienischen Unterrichtsministerium unter der Ministerin Lucia Azzolina eine Arbeitsgruppe zur Bewältigung der COVID-19-Pandemie im Schulwesen.
Am 12. Februar 2021 wurde er vom designierten italienischen Ministerpräsident Mario Draghi zum Minister für  Unterricht ernannt.
Als wirtschaftspolitischer Berater war er im Lauf der Zeit für verschiedene internationale Organisationen und ausländische Regierungen tätig. In Italien war er im Bereich der Neuordnung des Automobilsektors und der Privatisierung von Staatsunternehmen beratend und leitend aktiv.